# Argentina i olympiska vinterspelen 2002
Argentina deltog i olympiska vinterspelen 2002.
Ingen av Argentinas deltagare tog någon medalj.

## Resultat

### Skidskytte

#### Damer
- 7,5 km
  - Natalia Lovece - 73
- 15 km
  - Natalia Lovece - 69

#### Herrar
- 10 km
  - Ricardo Oscare - 81
- 20 km
  - Ricardo Oscare - 80

### Freestyle
- Hopp
  - Clyde Getty - 25

### Alpin skidåkning

#### Herrar
- Störtlopp
  - Cristian Simari Birkner - Körde ur
  - Nicolás Arsel - 52
- Storslalom
  - Cristian Simari Birkner - 30
- Slalom
  - Cristian Simari Birkner - 17
- Kombinerad
  - Cristian Simari Birkner - Körde ur
  - Nicolás Arsel - 23
- Super-G
  - Nicolás Arsel - 30
  - Agustín García - 32

#### Damer
- Störtlopp
  - María Belén Simari Birkner - 34
  - Macarena Simari Birkner - 35
- Storslalom
  - María Belén Simari Birkner - 34
  - Macarena Simari Birkner - 39
- Slalom
  - María Belén Simari Birkner - 31
  - Macarena Simari Birkner - Körde ur
- Kombinerad
  - Macarena Simari Birkner - 17
  - María Belén Simari Birkner - 20

### Rodel

#### Herrar
- Singel
  - Marcelo González - 43
  - Rubén González - 41

### Skeleton

#### Herrar
- Singel
  - Germán Glessner - 26